# Psilocin
Psilocin (còn được gọi là 4-HO-DMT, 4-hydroxy DMT, psilocine, psilocyn, hoặc psilotsin) là một alkaloid tryptamine thay thế và một chất thức thần serotonin. Nó có mặt trong hầu hết các loại nấm thức thần cùng với psilocybin phosphoryl hóa của nó. Psilocin là một loại thuốc thuộc Schedule 1 của Công ước về các chất hướng thần. Các tác dụng thay đổi tâm trí của psilocin rất khác nhau, mang tính chủ quan và giống với LSD và DMT.

## Hóa học
Psilocin và người anh em phospho hóa của nó, psilocybin, lần đầu tiên được nhà hóa học người Thụy Sĩ Albert Hofmann phân lập và đặt tên vào năm 1958. Hofmann đã thu được các hóa chất từ các mẫu vật trồng trong phòng thí nghiệm của nấm tâm linh Psilocybe mexicana. Hofmann cũng đã thành công trong việc tìm ra các cách điều chế tổng hợp cho các hóa chất này.
Psilocin có thể thu được bằng cách khử phospho của psilocybin tự nhiên trong điều kiện axit mạnh hoặc trong điều kiện kiềm (thủy phân). Một cách tổng hợp khác sử dụng tổng hợp tryptamine Speeter-Anthony bắt đầu từ 4-hydroxyindole.
Psilocin tương đối không ổn định trong dung dịch do nhóm phenol hydroxy (-OH) của nó. Với sự hiện diện của oxy, nó dễ dàng tạo thành các sản phẩm thoái hóa màu đen thẫm . Các sản phẩm tương tự cũng được hình thành trong điều kiện axit với sự có mặt của các ion oxy và Fe3+ (thuốc thử của Keller).